# Edafología

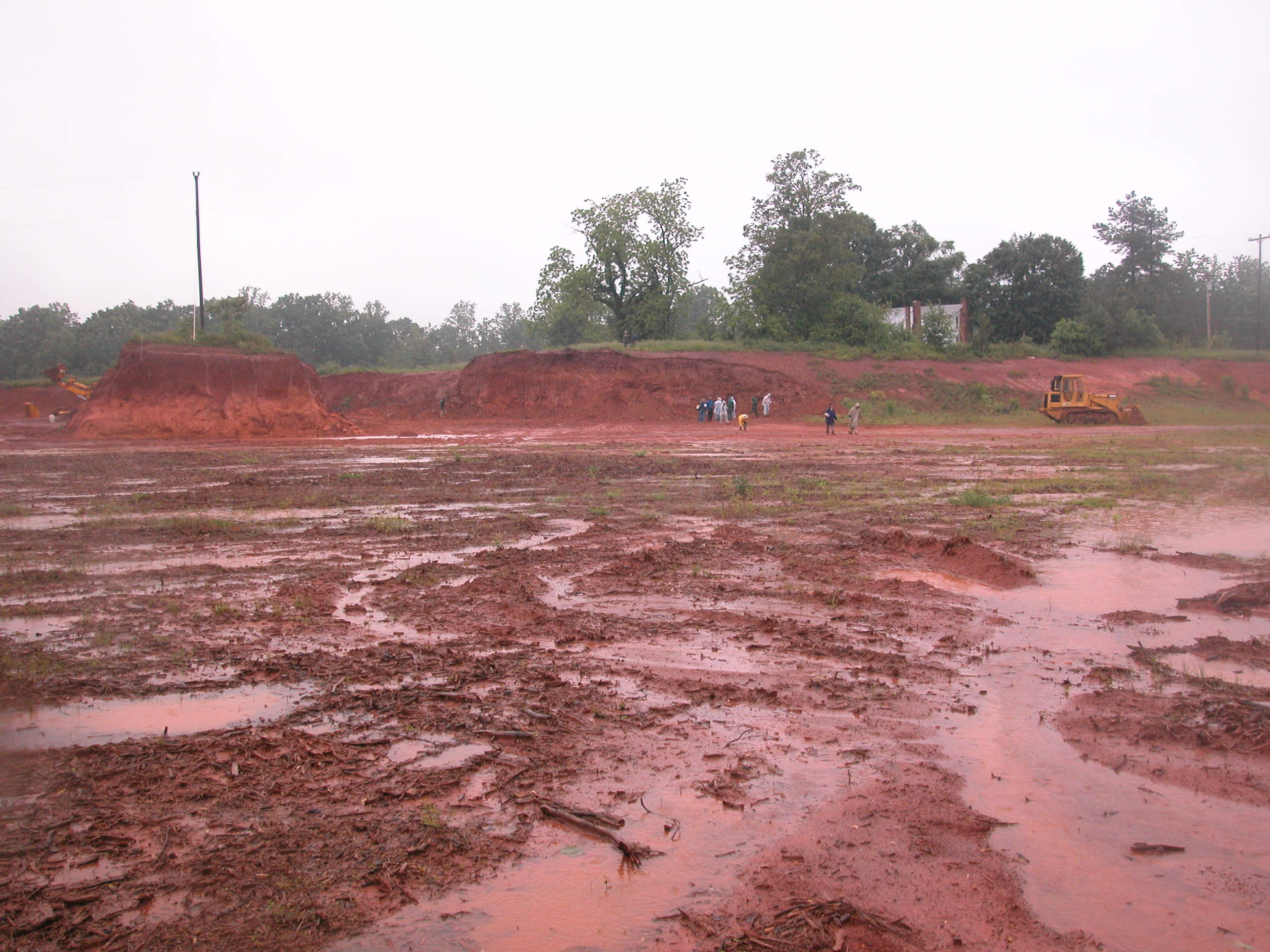
Ejemplo de suelos erosionados en Carolina del Norte, Estados Unidos

La edafología (del griego, ἔδαφος, edafos, "suelos", -λογία, logía, "estudio", "tratado") es una rama de la ciencia que estudia la composición y naturaleza del suelo en su relación con las plantas y el entorno que le rodea. Dentro de la edafología aparecen varias ramas teóricas y aplicadas que se relacionan en especial con la física, la química y la biología.

## Historia de la edafología
El estudio científico del suelo se origina en el Colegio Geográfico de Rusia, y tiene como precedente al llamado padre de la ciencia rusa, Mijaíl Lomonósov (1711- 1765), quien escribió y enseñó sobre el suelo entendido como un cuerpo en evolución más que como un cuerpo estático, pero sin diferenciarlo de un estrato geológico. Sin embargo, se considera fundador de la pedología al geógrafo ruso Vasili Dokucháyev (1846–1903), quien puso los fundamentos de la Geografía del suelo.
Su primer trabajo sobre el tema es de 1883, cuando publicó un informe sobre un estudio de campo llevado a cabo en un suelo del tipo chernozem, en el cual aplicó los principios de la morfología a los suelos, describió los principales grupos, esbozó la primera clasificación científica y desarrolló métodos de cartografía sobre la base del trabajo de campo y de laboratorio. En 1886 propuso que la palabra suelo se emplease como término científico para referirse a aquellos horizontes de tierra que casi diariamente cambian su relación bajo la influencia conjunta del agua, aire y organismos vivientes y muertos, introduciendo el concepto geográfico de suelo. Más tarde definió al suelo como un cuerpo natural e independiente, formado bajo la influencia de varios factores, de los cuales consideró la vegetación como el más importante. Se trata para él de un producto complejo, resultado de las interacciones entre los distintos factores geográficos, como el clima, la geomorfología y la edad del paisaje (paleogeografía), sin olvidar las plantas, los animales y la roca madre. 
Sus discípulos Konstantin Glinka (1867-1929) y Neustrayev (1874–1928) volvieron a recalcar el concepto de suelo como una entidad en sí misma pero con características que corresponden a la geografía donde se desarrollan. 
Sibirtev elaboró una clasificación de los suelos diferenciándolos en tres grandes grupos, el primero de los cuales corresponde a los Zonales. Dentro de este grupo se encuentran los lateríticos, eólicos, desérticos, chernozems, forestales, grises, podzoles y de tundra. La siguiente categoría corresponde a los suelos Intrazonales, en el cual se encuentran los suelos salinos, pantanosos, carbonatados y húmicos. El último grupo corresponde a los Azonales, en el que se hallan los esqueléticos, los bastos y los aluviales. 
Otro pilar de la Pedología es Curtis F. Marbut (1863–1935), geógrafo estadounidense discípulo de William Morris Davis y director de la investigación de suelos en su país. Al tener conocimiento del trabajo de Glinka por una traducción al alemán del texto ruso, decidió llevar a cabo una traducción al inglés del mismo texto, divulgando así los conceptos de la escuela rusa entre los geógrafos de su país. Marbut sostiene la teoría de procesos múltiples e independientes en la génesis de los suelos. También propuso una clasificación de los suelos consistente en seis categorías, denominadas órdenes, subórdenes, grupos, familias, series y tipos. Los dos órdenes principales se establecían en relación con la lixiviación de carbonatos, denominando Pedocal a los suelos carbonatados y Pedalfer a los ricos en aluminio y hierro debido al lavado de carbonatos. 
Charles E. Kellogg (1902–1980) sucedió a Marbut como director de la investigación de suelos y continuó con sus colegas el desarrollo de la clasificación del suelo sobre la base de los criterios establecidos por Dokuchaev y Glinka.